# 根納季·伊萬諾維奇·格拉西莫夫
根纳季·伊万诺维奇·格拉西莫夫（羅馬化：Gennadiy Ivanovich Gerasimov；1930年3月3日—2010年9月14日），蘇聯及俄羅斯外交官、記者。1990年擔任最后一位苏联驻葡萄牙大使，蘇聯解體后調任俄罗斯驻葡萄牙大使（1991年至1995年間在任）。此前，他曾担任蘇共總書記米哈伊尔·戈尔巴乔夫的发言人和外交部長爱德华·谢瓦尔德纳泽的新闻秘书。